# Сура Ан-Ніса
Сура Ан-Ніса (араб. سورة النساء) або Жінки — четверта сура Корану. Мединська сура, що складається з 176 аятів.
Хронологічно тісно пов’язана з попередньою сурою. У ній розглядаються суспільні проблеми, що з ними мусульманська спільнота зіткнулася безпосередньо після битви при Ухуді. Встановлені у сурі принципи стали основою мусульманського законодавства та суспільної поведінки.
Перша частина сури присвячена переважно жінкам, сиротам, проблемі спадку, укладанню шлюбу та сімейно-правовим питанням. У другій частині йдеться про людей, що відійшли від істини у мединській общині — лицемірів та їм подібних

## Короткий зміст
Сура розпочинається з заклику до солідарності всього людства, далі йдеться про права жінок та сиріт, про родинні стосунки, зокрема справедливий розподіл спадку після смерті (аяти 1-14).
Далі на перший план виносяться етичні норми сімейного життя, наголошується на шанобливому ставленні до жінок, йдеться про те, що їх права, стосовно шлюбу, власності та спадку, мусять бути добре відомими. Цей принцип добра та справедливості необхідно поширити на всіх живих істот, як великих, так і малих (15-42).
Ті групи населення Медини, які ще не належали до мусульманської спільноти, повинні були відмовитися від поклоніння своїм богам, визнати владу посланця (Мухаммеда) та йти за ним. Цим вони набудуть привілеїв, бо будуть зараховані до родини переможців (43-70).
Віруючі мусять мати організовану самооборону від ворогів та від таємних змов і підступів лицемірів. Йдеться про те, що слід чинити зі зрадниками (71-91).
Попереджається про те, що не можна убивати, не дотримуючись заповідей ісламу; рекомендується виселятися з місць, де панує вороже ставлення до ісламу; йдеться про відправу релігійних обрядів під час військових дій (92-104).
Висвітлюється тема зради та спокуси злом (105-126).
Розповідається, яким чином народ, що володіє Писанням, регулярно відходить від істини (153-176).